# ジョルジュ・アルヴァニタス
ジョルジュ・アルヴァニタス（Georges Arvanitas、1931年6月13日 - 2005年9月25日）は、フランス・マルセイユ生まれのジャズ・ピアノ奏者、オルガン奏者。

## 略歴
彼はコンスタンティノープルからギリシャの移民の子として生活を始めた。4歳の時、彼はピアノの勉強を始め、当初はクラシックのピアニストとして訓練を受け、彼の十代の際には幾つかの時間をジャズに切り替えた。彼の影響はバド・パウエルとビル・エヴァンスを含まれている。1950年代後半に、彼はアート・ファーマー、ルイス・ヘイズによりアルバムに特色を出し、デクスター・ゴードンとジョニー・グリフィンと共演した。彼はまたユセフ・ラティーフと共演した。

## ディスコグラフィ

### リーダー・アルバム
- 『3 A.M』 - 3 am (1958年、Pretoria)
- 『カクテル・フォー・スリー』 - Cocktail for Three (1959年、Pretoria)
- 『SOUL JAZZ』 - Soul Jazz (1960年、Columbia)
- 『ピアノ・パズル』 - Pianos Puzzle (1970年、Saravah)
- 『イン・コンサート』 - In Concert (1970年、Futura)
- Les Classiques Du Jazz (1970年、AFA)
- Orgue Hammond (1971年、Neuilly)
- Douce Ambiance (1972年、Neuilly)
- Live Again (1973年、Futura)
- Porgy and Bess (1973年、AFA)
- Anniversary (1975年、AFA)
- I Like It Cool (1976年、REV)
- Shouting The Blues (1977年、Sun) ※with フランク・ライト
- The Hound of Music (1978年、Psi)
- Qu'est-Ce Qu'on Joue? (1986年、Sign) ※with クロード・ギロー
- Round About Midnight (1986年、Carrere)
- Georges Arvanitas Quartet (1987年、Carrere)
- One Night for Three Pianos (1990年、Nothing Like Music)
- Tea for Two (1991年、Fresh Sound) ※with デヴィッド・マレイ
- 『ランコントル』 - Rencontre (1998年、Columbia)
- Little Florence (2000年、Sound Hills)
- 『ライブ・イン・イタリー』 - Live in Italy (2003年、Fresh Sound) ※with ソニー・クリス
- 『パリ・ジャズ・トリオ』 - Paris Jazz Trio (2012年、Atelier Sawano) ※パリ・ジャズ・トリオ名義。コンピレーション